# Agrotis composita
Agrotis composita là một loài bướm đêm trong họ Noctuidae.